# Symbrenthia hippocle
Symbrenthia hippocle är en fjärilsart som beskrevs av Jacob Hübner. Symbrenthia hippocle ingår i släktet Symbrenthia och familjen praktfjärilar. Inga underarter finns listade i Catalogue of Life.